# Luvsannamsrain Oyun-Erdene
Luvsannamsrain Oyun-Erdene (en mongol: Лувсаннамсрайн Оюун-Эрдэнэ; Ulán Bator, 29 de junio de 1980) es un político mongol que ha sido Primer Ministro de Mongolia desde el 27 de enero de 2021. Ha sido elegido para el Gran Jural del Estado (Parlamento) dos veces desde 2016. Antes de convertirse en Primer Ministro, fue Ministro y Jefe de la Secretaría del Gabinete del Gobierno de Mongolia del 2 de febrero de 2019 al 27 de enero de 2021.

## Biografía
A la edad de 21 años, Oyun-Erdene comenzó su carrera política como Jefe de la Oficina del Gobernador en el pueblo de Berkh, Khentii. Más tarde trabajó para World Vision International como director de zona a cargo de la recaudación de fondos de la región europea. Oyun-Erdene ha estado involucrado activamente en la política desde 2008 desde que se desempeñó como Jefe del Departamento de Desarrollo Social del Distrito de Bayanzürkh. También ocupó varios cargos en el Partido del Pueblo de Mongolia (MPP), comenzando como Jefe del Departamento Político, hasta convertirse en Secretario interino del Secretario General. Trabajó como presidente de la Asociación Juvenil de la Social Democracia Mongol, una organización juvenil afiliada al partido. Escribió su primer libro "Vision" en 2005 a la edad de 25, que instantáneamente se convirtió en un éxito de ventas.
Después de graduarse de la Universidad de Harvard en 2015 a la edad de 35 años, publicó su segundo libro llamado "Aziin Khuleg Uls" que se tradujo como "El país corcel de Asia". También fundó el Instituto Nacional de Investigación de Políticas ese mismo año.
En 2020, Oyun-Erdene también inició y dirigió el proceso de desarrollo de la “Visión 2050”, la agenda política de 30 años de Mongolia, y fue aprobada por el Gran Jural del Estado. Este documento de política entró en vigor el 1 de enero de 2021.